# Redlingfield
Redlingfield – wieś w Anglii, w hrabstwie Suffolk, w dystrykcie Mid Suffolk. Leży 27 km na północ od miasta Ipswich i 127 km na północny wschód od Londynu. Miejscowość liczy 110 mieszkańców.